# 漆田原の戦い
漆田原の戦い（うるしだはらのたたかい）とは、室町時代に起きた信濃守護家の後継をめぐる内紛である。

## 概要
文安3年（1446年）、小笠原宗康は父の小笠原政康から家督を相続していたが従兄の小笠原持長との間で相続をめぐる争いになった。宗康は弟の小笠原光康に自身が万一討死の際は家督を譲り渡す条件で協力の取り決めをして漆田原（長野市中御所の長野駅付近）での持長軍との合戦に臨んだが敗死。持長は宗康を討取りはしたものの、幕府がこれを認めずに家督を手中にすることが出来ず対立は子らの代にまで続いた。そのため、小笠原氏は持長の系統と光康の系統、そして宗康自身の遺児による系統と三家に分裂して行った。
上記の他にも下記の戦闘の行われた地である。
- 1387年（南朝：元中4年、北朝：嘉慶元年）5月、守護斯波義種に反抗する村上頼国、小笠原清順、高梨朝高、長沼太郎(信濃島津氏)らが善光寺で挙兵して平柴（長野市安茂里）の守護所を攻めた際に、麓のこの地で合戦となった。8月には守護代の二宮氏泰が篭城していた横山城を攻め落とした。敗走する市河氏らを追撃して、埴科郡の生仁城（千曲市雨宮）へと転戦し攻略している。

- 1477年（文明9年）8月、この地の領主であった漆田秀豊が隣接地の領主でもあり、善光寺別当である栗田氏に攻め込まれて敗れた合戦が行われた。